# Kopanica (gmina)

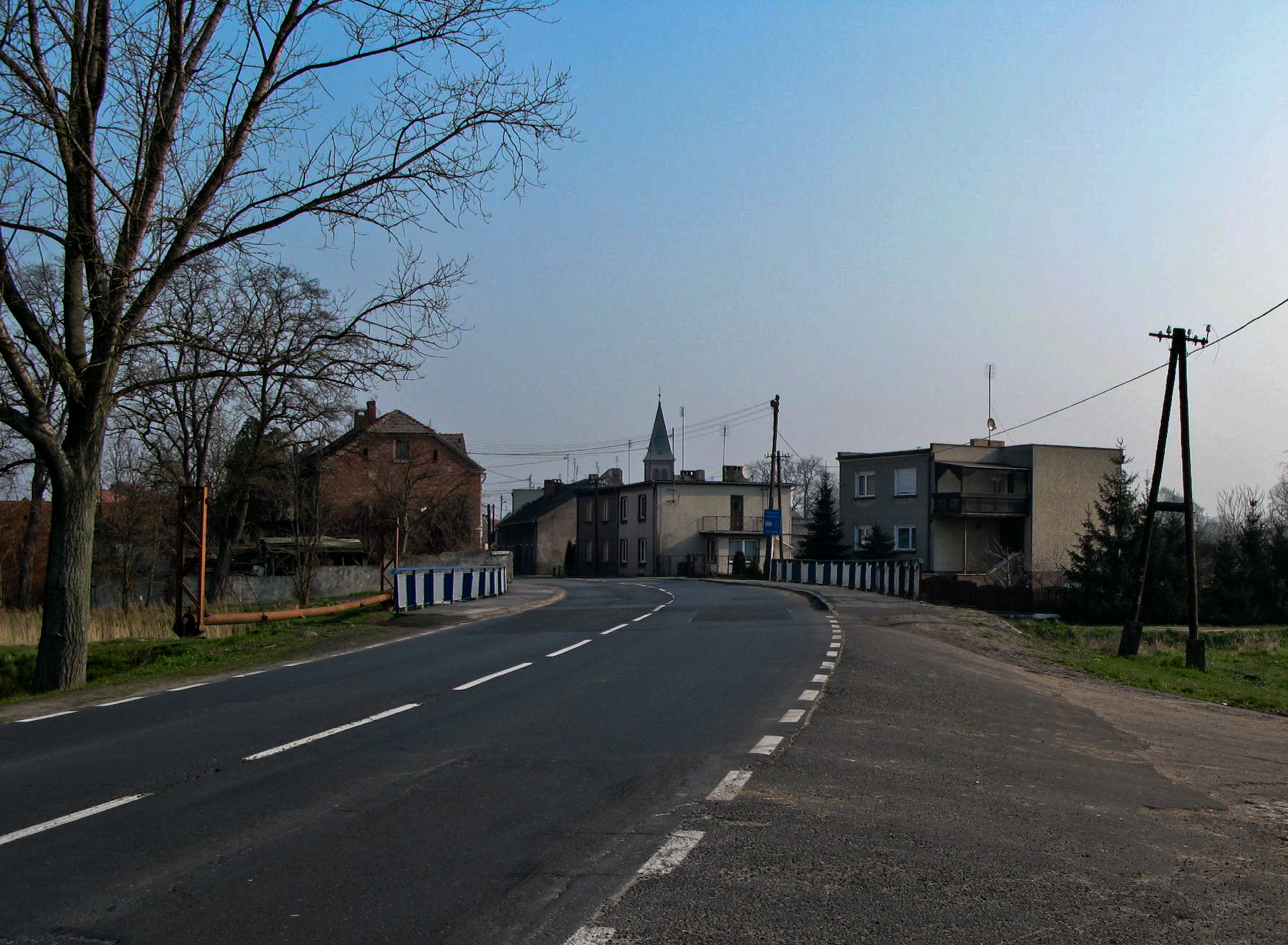
Most graniczny w Kopanicy (granica polsko-niemiecka w latach 1921-1939), widok od strony zachodniej

Kopanica – dawna gmina wiejska istniejąca w latach 1934–1954 w woj. poznańskim (dzisiejsze woj. wielkopolskie). Siedzibą władz gminy była Kopanica (do 1934 miasto).
Gmina zbiorowa Kopanica została utworzona 1 sierpnia 1934 roku w powiecie wolsztyńskim w woj. poznańskim z dotychczasowych jednostkowych gmin wiejskich: Jaromierz, Kopanica, Maławieś i Wąchabno oraz z części obszaru dworskiego Mochy. Była gminą przygraniczną.
Po wojnie gmina zachowała przynależność administracyjną. Po wojnie gminę Kopanica zwiększono o gromady Jażyniec i Kiełkowo z gminy Wolsztyn oraz gromadę Żodyń z gminy Siedlec. Tak więc według stanu z dnia 1 lipca 1952 roku gmina Kopanica składała się z 7 gromad: Jaromierz, Jażyniec, Kiełkowo, Kopanica, Maławieś, Wąchabno i Żodyń. Gmina została zniesiona 29 września 1954 roku wraz z reformą wprowadzającą gromady w miejsce gmin.
Jednostki nie przywrócono 1 stycznia 1973 roku po reaktywowaniu gmin, a jej dawny obszar wszedł w skład reaktywowanej gminy Siedlec.